# Pont suspendu de Yenne
Pour les articles homonymes, voir Yenne.
Le pont suspendu de Yenne est un pont suspendu franchissant le Rhône entre les communes de Nattages dans l'Ain et de Yenne en Savoie, en France.

## Histoire
En 1880 est décidée la construction d'un pont pour remplacer le bac permettant le franchissement du Rhône.
Le 20 juin 1940, ce pont est détruit par l'armée française pour retarder les troupes allemandes. Le bac à traille est alors remis en service, et une passerelle provisoire mise en place en septembre 1941.
Le pont actuel est construit à la fin des années 1940 et est inauguré en 1951.